# La familia, bien, gracias
La familia, bien, gracias és una pel·lícula espanyola del 1979 dirigida per Pedro Masó.

## Argument
Seqüela de "La gran familia" i de "La familia y uno más". Un pare vidu i el padrí dels seus 16 fills, ambdós d'avançada edat, contemplen amb nostàlgia el passat. El pare s'ha quedat sol a la casa familiar, però la solitud l'atabala de tal manera que decideix passar una temporada a casa de cadascun dels seus fills, la majoria dels quals estan casats. Però l'experiència resulta molt trista per als dos ancians.

## Repartiment
- Alberto Closas:	Carlos
- José Luis López Vázquez: 	Juan, el padrino
- María José Alfonso: 	Mercedes Alonso
- Jaime Blanch: 	Carlitos
- Francisco Benlloch: 	Roberto
- Margot Cottens: 	Consuelo
- Lola Forner: 	María
- Tony Fuentes: 	Críspulo
- María Kosty: 	Sabina
- Elisa Laguna: 	Lucía
- Carmen Lozano: 	Melita
- Julia Martínez: 	Paula
- Tomás Picó: 	Jorge
- Carlos Piñar: 	Antonio
- Cecilia Roth	Mónica
- Julieta Serrano:	Carlota